# Groenvoer
Onder groenvoer wordt vers gemaaid of geplukt gewas verstaan dat gebruikt wordt voor de voeding van dieren. Daarnaast kan men het weidegras, zoals dat door runderen, schapen en paarden rechtstreeks van de weide wordt gegeten, als zodanig bestempelen.
Het meeste groenvoer bestaat uit gras, terwijl daarnaast ook vlinderbloemigen (luzerne en klaver) als zodanig worden gebruikt. Sedert ongeveer 1970 wordt ook veel snijmais als groenvoer verstrekt.
Groenvoer wordt ook verstrekt aan konijnen en in beperkte mate aan vogels.
Naast groenvoer kent men ook ruwvoer, natte bijproducten, en krachtvoer.
Het drogestofgehalte van gras is ongeveer 20%, dat van snijmais ongeveer 35%.